# 谷川健一
谷川 健一（たにがわ けんいち、1921年7月28日 - 2013年8月24日）は、日本の民俗学者・地名学者・作家・歌人。近畿大学教授・日本地名研究所所長等を歴任。2007年文化功労者選出。
在野の学者として日本文学や民俗学の研究をおこない多くの研究書を著した。日本文学の源流を沖縄・鹿児島などの謡にもとめた「南島文学発生論」などの業績をあげた。

## 経歴
出生から修学期

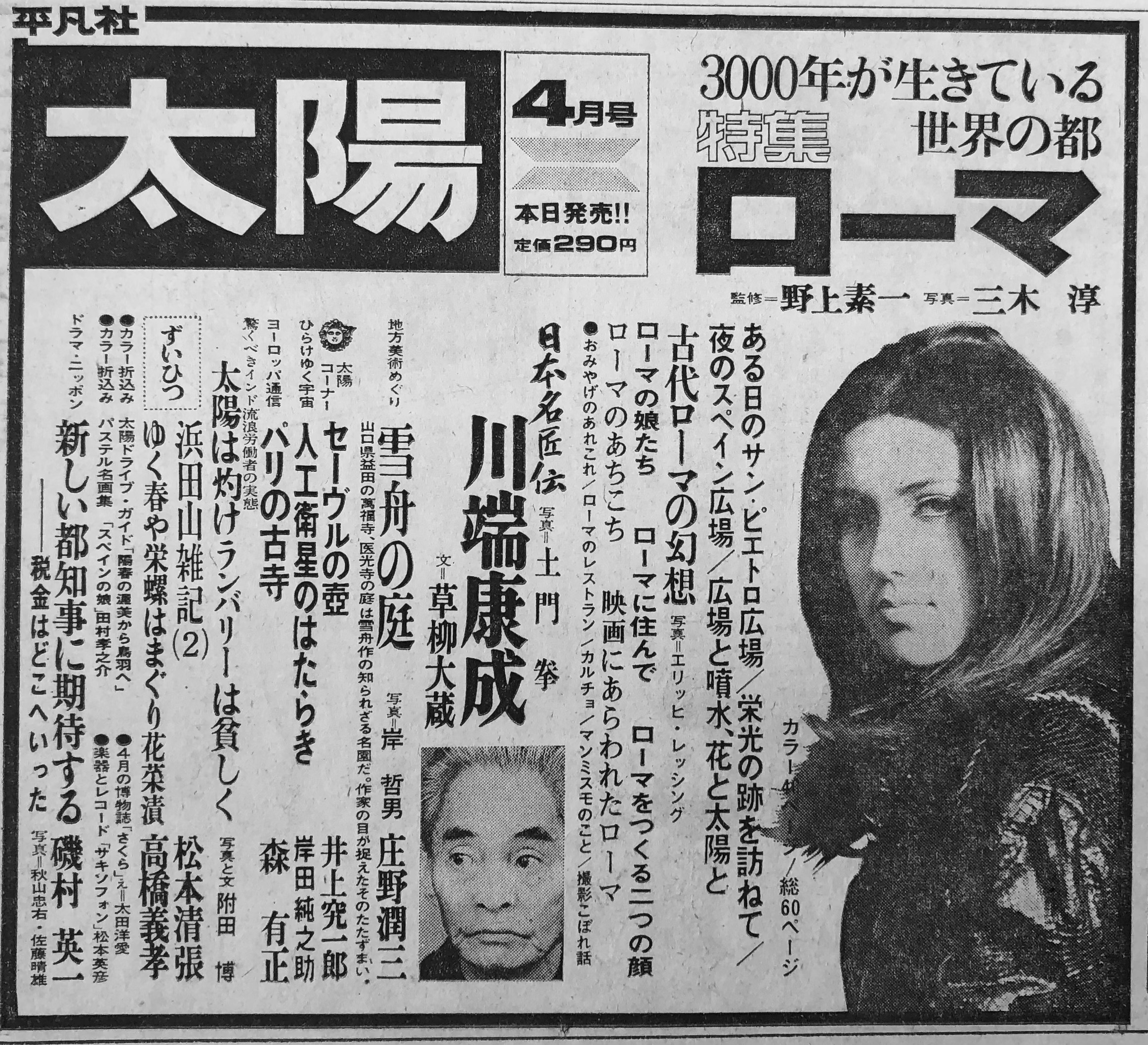
『太陽』1967年4月号の新聞広告

1921年、熊本県水俣で六人兄弟の長男として生まれた。熊本中学、浪速高等学校 (旧制)を経て、東京帝国大学文学部に進学。しかし東京大学入学後、結核を患い、各地の療養所を転々とした。大学ではフランス文学専攻で学び、卒業。
平凡社勤務時代
30歳を過ぎた頃より編集者として平凡社に勤務、『風土記日本』（1957-60年）、『日本残酷物語』（1959-61年）などを企画・編集し、1963年創刊の『太陽』初代編集長を務めた。しかしながら結核が再発したことにより療養生活に入り、40代で退社。
作家として
その後は執筆活動に重点を置き、1966年、初の著作で歴史小説『最後の攘夷党』が第55回直木賞候補になった。1970年代には『青銅の神の足跡』や『鍛冶屋の母』などを発表。民俗事象と文献資料に独自の分析を加え、柳田國男や折口信夫らの学問を批判的に展開し、多くの柳田・折口論考を記した。
1978年、「地名を守る会」を結成。1981年、神奈川県川崎市に「日本地名研究所」を設立し、所長に就いた。長い歴史を経てきた地名が町村合併などに伴って安易に地名変更されるという状況に警鐘を鳴らすなどした。2008年、日本地名研究所は神奈川文化賞を受賞した。
1987年から1996年まで、近畿大学教授・同大学民俗学研究所長を務めた。1994年、宮古島の森と信仰行事を保存する目的で「宮古島の神と森を考える会」が発足し、会長を務めた。1999年、文化交流誌『青』を創刊し、主宰した。2001年には同人誌『花礁』を創刊し、主宰した。
2009年1月、歌会始に召人として『陽に染まる飛魚の羽きらきらし海中（わたなか）に春の潮（うしほ）生れて』が朗詠された。
2013年に死去（満92歳没）。

## 受賞・栄典
- 1973年：共編『日本庶民生活史料集成』(全20巻)で毎日出版文化賞
- 1986年：共編『日本民俗文化大系』(全14巻)で毎日出版文化賞特別賞
- 1991年：『南島文学発生論』で芸術選奨文部大臣賞
- 1992年：南方熊楠賞を受賞[4]。
- 1992年：川崎市文化賞
- 2001年：『海霊・水の女』で短歌研究賞
- 2007年：秋に文化功労者に選ばれた。
- 2008年 - 神奈川文化賞

## 研究内容・業績
柳田が提唱した「日本民俗学」がのち組織化が進み善かれ悪しかれ学術化、専門科学化していったのに対し、谷川は、その職業的な背景もあり、在野精神を貫き学会と距離をとった独自の執筆活動を進めた。
折口を彷彿とさせる小説家的想像力と、柳田の影響を受けた民俗資料の編纂とがない交ぜになっており、その業績は各界から注目された。従来にない新たな日本像を加えるべく『海と列島文化』（全10巻別巻、小学館、1990-93年）を、日本史の網野善彦、文化人類学の大林太良、民俗学の宮田登、考古学の森浩一と共同編集している。
著名作は上記の他に『日本の地名』(正続)、『常世論』、『魔の系譜』、『神・人間・動物』など、小説作品も著し、1988年に小説『海の群星』は、緒形拳、石田ゆり子、織本順吉など出演で、NHKドラマ化された。
1980年代に『谷川健一著作集』（全10巻）が、2007年から2013年（没する直前に完結）に『谷川健一著全集』（全24巻）が刊行されており、その著作はまとめられている。

## 家族・親族
- 父：眼科の開業医[7]。。
- 弟：谷川雁(谷川巌)は詩人。
- 弟：谷川道雄は東洋史家。
- 弟：吉田公彦（旧名　谷川公彦）は：日本エディタースクール創設者。
- 長男：谷川章雄は考古学者。早稲田大学教授。

なお、日本地名研究所をひきついだ谷川彰英とは血縁関係はない。

## 著作

### 著書
- 『最後の攘夷党』三一新書 1966
- 『沖縄：辺境の時間と空間』三一書房 1970
- 『魔の系譜』紀伊国屋書店 1971
  - 文庫化 講談社学術文庫 1984
- 『常民への照射』冬樹社 1971
- 『孤島文化論』潮出版社 1972
- 『埋もれた日本地図』筑摩書房 1972
  - 文庫化 講談社学術文庫 2021
- 『原風土の相貌』大和書房 1974
- 『民俗の神』淡交社 1975
- 『古代史ノオト』大和書房 1975
- 『神・人間・動物：伝承を生きる世界』平凡社 1975
  - 文庫化 講談社学術文庫 1986
- 『私説神風連』新人物往来社 1975
- 『女の風土記』読売新聞社 1975
  - 文庫化 講談社学術文庫 1985
- 『黒潮の民俗学：神々のいる風景』筑摩書房 1976
- 『青と白の幻想』三一書房 1979
- 『青銅の神の足跡』集英社 1979
  - 文庫化 集英社文庫 1989
  - 新書化 小学館ライブラリー 1995
- 『鍛冶屋の母』思索社 1979
  - 文庫化 講談社学術文庫 1985
- 『北国からの旅人：沖縄との出会い』筑摩書房 1980
- 『神は細部に宿り給う：地名と民俗学』人文書院 1980
- 『海の群星』集英社 1981
  - 文庫化 集英社文庫 1987
- 『わたしの「天地始之事」』筑摩書房 1982
- 『常世論 日本人の魂のゆくえ』平凡社選書 1983
  - 文庫化 講談社学術文庫 1989
- 『失われた日本を求めて』青土社 1983
- 『白鳥伝説』集英社 1986
  - 文庫化 集英社文庫 1988
  - 新書化 小学館ライブラリー 1997
- 『南島論序説』講談社学術文庫 1987[8]
- 『私の民俗学』東海大学出版会 1987
- 『民俗・地名そして日本』同成社 1989
- 『海の夫人』河出書房新社 1989
- 『大嘗祭の成立 民俗文化論からの展開』小学館 1990
- 『南島文学発生論』思潮社 1991
- 『民俗の宇宙』三一書房 1993
- 『海神の贈物：民俗の思想』小学館 1994
- 『民俗の思想：常民の世界観と死生観』岩波書店(同時代ライブラリー) 1996[9]
- 『古代海人の世界』小学館 1995
- 『独学のすすめ：時代を超えた巨人たち』晶文社 1996
- 『沖縄：その危機と神々』講談社学術文庫 1996[10]
- 『日本の地名』岩波新書 1997
- 『続・日本の地名』岩波新書 1998
- 『日本の神々』岩波新書 1999
- 『うたと日本人』講談社現代新書 2000
- 『神に追われて』新潮社 2000
  - 文庫化 河出文庫 2022
- 『柳田国男の民俗学』岩波新書 2001
- 『古代人のコスモロジー：史話日本の古代 別巻』作品社 2003
- 『心にひびく小さき民のことば』岩波書店 2004
- 『渚の思想』晶文社 2004
- 『四天王寺の鷹：謎の秦氏と物部氏を追って』河出書房新社 2006
  - 文庫化 河出文庫 2021
- 『水俣再生への道』熊本日日新聞社 2006
- 『甦る海上の道・日本と琉球』文春新書 2007
- 『明治三文オペラ：巫娼から遊女へ』現代書館 2007
- 『隠された物部王国「日本（ヒノモト）」』情報センター出版局 2008
- 『妣の国への旅：私の履歴書』日本経済新聞出版社 2009
- 『賎民の異神と芸能：山人・浮浪人・非人』河出書房新社 2009

以下は再編本
- 『古代学への招待』日経ビジネス人文庫 2010
- 『列島縦断地名逍遥』冨山房インターナショナル 2010
- 『蛇：不死と再生の民俗』冨山房インターナショナル 2012
- 『日本人の魂のゆくえ 古代日本と琉球の死生観』冨山房インターナショナル, 2012
- 『魂の還る処 常世考』やまかわうみ別冊・アーツアンドクラフツ, 2013
- 『柳田民俗学存疑：稲作一元論批判』冨山房インターナショナル, 2014
- 『谷川健一：民俗のこころと思想』前田速夫編、アーツアンドクラフツ(やまかわうみ別冊) 2016

### 著作集
- 『谷川健一著作集』(全10巻) 三一書房 1980-1988

1. 民俗学篇1「魔の系譜／神・人間・動物」
2. 民俗学篇2「民俗の神／民俗紀行」
3. 民俗学篇3「柳田学と折口学」
4. 古代学篇1「古代史ノオト／信仰と神話」
5. 古代学篇2「青銅の神の足跡／鍛冶屋の母」
6. 沖縄学篇「琉球弧の世界」
7. 女性史篇「女の風土記／無告の民」
8. 民俗学篇4「常世論／日本人の宇宙観／国津神と天津神」
9. 民俗学篇5「地名と文化／風土と民俗／小さき神」
10. 文学篇「海の群星／わたしの「天地始之事」／最後の攘夷党」

- 『谷川健一全集』(全24巻) 冨山房インターナショナル 2006-2013

1. 古代一　白鳥伝説
2. 古代二　大嘗祭の成立／日本の神々
3. 古代三　古代史ノオト ほか
4. 古代四　神・人間・動物／古代海人の世界
5. 沖縄一　南島文学発生論
6. 沖縄二　沖縄・辺境の時間と空間
7. 沖縄三　甦る海上の道・日本と琉球／渚の思想
8. 沖縄四　海の群星／神に追われて
9. 民俗一　青銅の神の足跡／鍛冶屋の母
10. 民俗二　女の風土記／埋もれた日本地図(抄録)
11. 民俗三　わたしの民俗学
12. 民俗四　魔の系譜／常世論
13. 民俗五　民間信仰史研究序説
14. 地名一　日本の地名 続日本の地名
15. 地名二　地名伝承を求めて／日本地名研究所の歩み
16. 地名三　列島縦断地名逍遥
17. 短歌　谷川健一全歌集
18. 人物一　柳田国男
19. 人物二　独学のすすめ
20. 創作　最後の攘夷党／私説神風連／明治三文オペラ
21. 古代・人物補遺　四天王寺の鷹　人物論
22. 評論一　常民への照射（抄録）／評論　講演
23. 評論二　失われた日本を求めて(抄録)／評論／随想
24. 総索引　年譜／収録作品一覧

最終24巻目は、総索引、人名・神名、地名、寺社名、聖地・聖域、書名、事項、年譜、収録作品一覧
- 『谷川健一コレクション』(全6巻) 冨山房インターナショナル  2019-2020

本書は全集未収録の著作を集成したもの
1. 『小さきものへ』
2. 『わが沖縄』
3. 『日本の原像：民俗と古代』
4. 『日本の神と文化』
5. 『地名の世界』
6. 『孤高と誇り』

### 対談集
- 『民俗論の原像：谷川健一対談集』伝統と現代社 1974
- 『民俗学の遠近法：谷川健一対談集』東海大学出版会 1981
- 『対談集 地名と風土』思潮社 1991
- 『源泉の思考：谷川健一対談集』冨山房インターナショナル 2008

### 編著・共著
- 『女性残酷物語』(全2巻) 大和書房 1968
- 『叢書わが沖縄』(全6巻) 木耳社 1970-1971
- 『娼婦』(近代民衆の記録 3) 新人物往来社 1971
- 『沖縄の証言』名嘉正八郎共編、中公新書 1971
- 『アイヌ』(近代民衆の記録 5) 新人物往来社 1972
- 『人と思想：折口信夫』三一書房 1974
- 『日本文化の源流を求めて』金達寿共編、筑摩書房 1975
- 『日本古代文化の原像』大林太良共編、三一書房 1977
- 『出雲の神々』石元泰博写真、平凡社カラー新書 1978
  - 新版 1997年
- 『現代「地名」考』編著 日本放送出版協会(NHKブックス) 1979
- 『地名の話』平凡社選書 1979
- 『神々の島：沖縄久高島のまつり』比嘉康雄共著、平凡社 1979
- 『柳田国男と折口信夫』池田弥三郎と対話、思索社 1980
  - 再版 岩波書店同時代ライブラリー 1994
- 『産屋の民俗』西山やよい共著 国書刊行会, 1981
- 『地名と風土：日本人と大地を結ぶ シンポジウム』小学館, 1981
- 『日本の地名』講談社 1982
- 『地名と日本人：シンポジウム柳田学の継承と展開』講談社 1983
- 『南島のフォークロア』共同討議 青土社 1984
- 『風土学ことはじめ』雄山閣出版 1984
- 『日本の神々』(全13巻) 白水社, 1984-1988
  - 新版 2000年
- 『東と西：二つの日本』光村図書出版 1984
- 『沖縄・奄美と日本』同成社 1986
- 『日本民俗文化資料集成』(全24巻) 三一書房 1988-1998
- 『地名の古代史 九州篇』金達寿共著、河出書房新社 1988
- 『地名の古代史 近畿篇』金達寿共著、河出書房新社 1991
  - 新版 2012年
- 『南方熊楠、その他』思潮社 1991
- 『南島の文学・民俗・歴史』山下欣一共編、三一書房 1992
- 『海と列島文化6　琉球弧の世界』小学館 1992
- 『稲生物怪録絵巻 江戸妖怪図録』小学館 1994
- 『加藤清正：築城と治水』冨山房インターナショナル 2006
- 『日琉交易の黎明：ヤマトからの衝撃』森話社 2008
- 『父を語る：柳田国男と南方熊楠』冨山房インターナショナル 2010
- 『海の熊野』三石学共編、森話社 2011
- 『地名は警告する：日本の災害と地名』冨山房インターナショナル 2013

### 歌集
- 『青水沫 谷川健一歌集』三一書房 1994
- 『海境 谷川健一歌集』ながらみ書房 1998
- 『谷川健一全歌集』春風社 2007
- 『露草の青：歌の小径』冨山房インターナショナル 2013[11]

## 主宰誌
- 『青』：1999年創刊。根釧原野から八重山の礁湖にいたる日本列島を縦断する文化交流誌。2005年に第7号を刊行して廃刊。
- 『花礁』(はなぜ)：2001年創刊。南九州と南西諸島をフィールドとする同人誌。

## 谷川健一に関する書籍
- 『「青」の民俗学：谷川健一の世界』岡谷公二・山下欣一編、三一書房 1997
- 『魂の民俗学：谷川健一の思想』大江修編、冨山房インターナショナル 2006
- 『谷川健一：越境する民俗学の巨人 追悼総特集』 河出書房新社(KAWADE道の手帖) 2014
- 『谷川健一の世界：魂の民俗学が遺したもの』大江修編、冨山房インターナショナル 2016
- 『地名と風土』(人間と大地をむすぶ情報誌 15) 日本地名研究所編・出版 2022[12]

1. 特集1 谷川健一論の現在
2. 特集2 谷川健一を語る

- 『谷川健一と谷川雁：精神の空洞化に抗して』前田速夫編、冨山房インターナショナル 2022